# يولاندا كاباييرو
يولاندا كاباييرو (بالإسبانية: Yolanda Caballero) هي عداءة مراثونية كولومبية، ولدت في 9 مارس 1982 في بوغوتا في كولومبيا.

## وصلات خارجية
- يولاندا كاباييرو على موقع الاتحاد الدولي لألعاب القوى (الإنجليزية)
- يولاندا كاباييرو على موقع أوليمبيديا (الإنجليزية)